# Distretto di Kosonsoy
Il distretto di Kosonsoy è uno degli 11 distretti della Regione di Namangan, in Uzbekistan. Il capoluogo è Kosonsoy.